# Grabrov Potok
Grabrov Potok – wieś w Chorwacji, w żupanii sisacko-moslawińskiej, w gminie Velika Ludina. W 2011 roku liczyła 104 mieszkańców.